# Кемпно
Кемпно (пољ. Kępno) град је у Пољској у Војводству великопољском. По подацима из 2012. године број становника у месту је био 14 657.

## Становништво
| 2012.  |
| ------ |
| 14 657 |

## Партнерски градови
- Енч